# 格利博奇
49°27′17″N 23°16′4″E / 49.45472°N 23.26778°E
格利博奇（烏克蘭語：Глибоч），是烏克蘭西部的村莊，隸屬利維夫州的桑比爾區。該村始建於1513年，面積1.43平方公里，海拔高度319米，2001年人口20，人口密度每平方公里13.99人。